# Östergötlands golfdistriktsförbund
Östergötlands golfdistriktsförbund omfattar golfklubbarna i Östergötlands län.

## Golfklubbar i Östergötlands golfdistriktsförbund

### Bråvikens golfklubb
Bråvikens golfklubb i Norrköping bildades 1989. Förutom de 27 fullängdshålen finns även en korthålsbana med 9 hål.
| Bråvikens golfbana | 27 hål | Par 72 |  | Seaside-, skogs- och parkbana | Spelklar 1992 | Arkitekt: Björn Magnusson |

Banrekord 60 slag (röd/vit slinga), Björn Hellgren 2020-07-31. 

### Finspångs golfklubb
Finspång bildades 1965.  Det är Liselotte Neumanns hemmabana och hon har ett flertal gånger bjudit in världsspelare till banan.
| Gul bana | 9 hål | Par 36 | 3040 2940 2810 2575 | Skogsbana | Spelklar 1971 | Arkitekt: Nils Sköld |

| Blå bana | 9 hål | Par 36 | 3035 2890 2685 2460 | Parkbana | Spelklar 1990 | Arkitekt: Sune Linde |

| Röd bana | 9 hål | Par 35 | 2805 2640 2565 2185 | Parkbana | Spelklar 2000 | Arkitekt: Peter Chamberlain |

### Flemminge golfklubb
Flemminge golfklubb ligger i Boxholm. Klubben har en pay and play-bana vid Svartån, som byggs ut till 9 hål med full längd och kommer att stå spelklar 2009.

### Ingelsta golfklubb
Ingelsta golfklubb i Norrköping bildades 2000.
| Ingelsta golfbana | 9 hål | Par 36 | 2961 2870 2739 2374 | Parkbana | Spelklar 2000 | Arkitekt: Martin Sternberg |

### Kinda golfklubb
Kinda golfklubb bildades 1989.
| Björndals golfbana | 9 hål som spelas två varv med olika tees hål | Par 71 |  | Park- och skogsbana | Spelklar 2003 | Arkitekt: Lennart Piognant |

### Landeryds golfklubb
Landeryds golfklubb i Linköping bildades 1987. Banan är belägen vid Brokindsleden, Linköpings södra infart från Brokind och Sturefors, väster om Stångån söder om Hjulsbro. Landeryds kyrka ligger öster om ån.
| Norra banan | 18 hål | Par 72 | 6042 5660 5265 4886 | Park- och skogsbana | Spelklar 1990 | Arkitekt: Åke Persson |

| Södra banan | 18 hål | Par 70 | 5085 4419 | Parkbana | Spelklar 1992 | Arkitekt: Tommy Nordström |

### Linköpings golfklubb
Linköpings golfklubb bildades 1945 och är golfbana nr. 31 i Sveriges historia. Banan är en citynära parkbana, belägen väster om universitetsområdet (Linköpings universitet, campus Valla), söder om stadsdelen Ryd, på mark som tillhört Henric Westman på Valla. Golfrestaurangen besöks av universitetets personal och studenter. Europatourens SEO spelades här 1981-1982. Annika Sörenstams Invitational Europe spelades här 2012. European Girls Team Championship spelades här 2013. 
| Linköpings golfbana | 18 hål | Par 71 | 5853 5672 5066 4952 | Parkbana | Spelklar 9 hål 1949, 18 hål 1956 | Arkitekt: Rafael Sundblom, Douglas Brasier |

### Mjölby golfklubb
Mjölby golfklubb bildades 1983.
| Mjölby golfbana | 18 hål | Par 71 | 5532 4783 | Park- och skogsbana | Spelklar 9 hål 1986, 18 hål 1989 | Arkitekt: Åke Persson |

### Motala golfklubb
Motala golfklubb bildades 1956. Klubben innehar SGF:s miljödiplom.
| Motala golfbana | 18 hål | Par 71 | 5698 4794 | Park- och skogsbana | Spelklar 9 hål 1962, 18 hål 1980, 27 hål räknas vara klara 2007 | Arkitekt: Nils Sköld, Jan Sederholm |

### Norrköpings golfklubb
Norrköpings golfklubb bildades 1928.
| Klinga golfbana | 18 hål | Par 73 | 5966 5829 5392 4990 | Park- och skogsbana | Spelklar 1967 | Arkitekt: Nils Sköld |

### Ombergs golfklubb
Ombergs golfklubb ligger i Ödeshög.
| Ombergs golfbana | 18 hål | Par 71 |  | Seasidebana | Spelklar 2002 | Arkitekt: Pierre Fulke, Bengt Lorichs |

### Söderköpings golfklubb
Söderköpings golfklubb bildades 1983.
| Vägen | 9 hål | Par 35 | 2881 2762 2557 2350 | Skogs- park- och hedbana | Spelklar 1986 | Arkitekt: Ronald Fream |

| Sjön | 9 hål | Par 36 | 2785 2699 2483 2207 | Skogs- park- och hedbana | Spelklar 1987 | Arkitekt: Ronald Fream |

| Kanalen | 9 hål | Par 36 | 2931 2805 2663 2534 | Skogs- park- och hedbana | Spelklar 2004 | Arkitekt: Peter Fjällman |

### Vadstena golfklubb
Huvudartikel: Vadstena GK

### Waldemarsviks golfklubb
Waldemarsviks golfklubb i Valdemarsvik bildades 1993.
| Valdemarsviks golfbana | 9 hål som spelas två varv från olika tees hål | Par 72 |  | Skogsbana | Spelklar 1993, alternativa utslag 2001 | Arkitekt: Jan Öhlin |

### Vikbolandets golfklubb
Vikbolandets golfklubb bildades 1997 och var spelbar till och med 2013. Golfbanan låg vid Skamby i Kuddby.
| Vikbolandets golfbana | 9 hål | Par 35 | 2364 2100 | Park- och skogsbana | Spelklar 1997 | Arkitekt: Kjell Johnsson-Branzell |

### Vreta Klosters golfklubb
Vreta Klosters golfklubb i Ljungsbro bildades 1989.
| Röd slinga | 9 hål | Par 36 | 3063 2898 2460 | Naturbana | Spelklar 1990 | Arkitekt: Sune Linde |

| Blå slinga | 9 hål | Par 36 | 2998 2762 2335 | Naturbana | Spelklar 1990 | Arkitekt: Sune Linde |

| Gul slinga | 9 hål | Par 35 | 2733 2668 2346 | Naturbana | Spelklar | Arkitekt: Sune Linde |

### Vårdsbergs golfklubb
Vårdsbergs golfklubb i Linköping bildades 1997.
| Vårdsbergs golfbana | 9 hål | Par 34 |  | Parkbana | Spelklar 1999 | Arkitekt: Erling Sandberg |

### Åtvidabergs golfklubb
Åtvidabergs golfklubb bildades 1954.
| Åtvidabergs golfbana | 18 hål | Par 71 | 5962 5570 5179 4719 | Parkbana | Spelklar 1956 | Arkitekt: Douglas Brasier/ Peter Nordwall |

## Östad Golf AB
Östad Golf AB i Väderstad bildades 1995.
| Väderstads golfbana | 18 hål | Par 71 |  | Park- och skogsbana | Spelklar 1993 | Arkitekt: Magnus Hilleby |